# 今古賀駅
今古賀駅（いまこがえき）は、かつて福岡県八女市大字馬場に設置されていた、日本国有鉄道（国鉄）矢部線の駅（廃駅）である。
花宗駅・蒲原駅と同時に開業した小さな駅で、開業当初から駅舎すらない無人駅であった。

## 歴史
- 1958年（昭和33年）2月1日：筑後福島駅 - 上妻駅間に、旅客駅（無人駅）として開業[1]。
- 1985年（昭和60年）4月1日：矢部線の全線廃止に伴い、廃駅となる[1]。

## 駅構造
廃止時点で、1面1線の単式ホームを有していた。駅舎は存在せず、ホーム上には待合所があった。

## 駅周辺
水田地帯の中にあった。
- 国道3号

## 現状
駅跡地は現在、附近の工場前を走る道路の一部となっている。

## 隣の駅
日本国有鉄道
矢部線
筑後福島駅 - 今古賀駅 - 上妻駅